# Zigot
Un zigot és la primera cèl·lula d'un nou individu que s'obté de la fusió d'un gàmeta femení (ovòcit o òvul) amb un gàmeta masculí (espermatozoide). El seu ADN conté tota la informació necessària perquè el nou individu es desenvolupi i doni lloc a un organisme adult amb característiques diferents als altres. És la cèl·lula anterior a l'embrió. Té poca durada. De pressa l'embrió comença el seu procés. Forma part del cicle reproductor dels éssers vius.
Oscar Hertwig i Richard Hertwig van fer alguns dels primers descobriments sobre formació de zigots animals.

## Segmentació

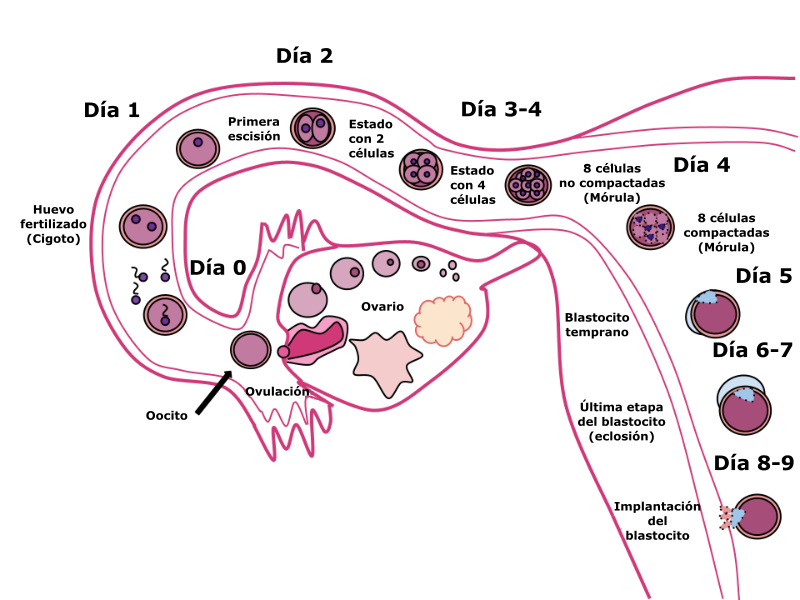
Diagrama de la divisió del zigot.

Unes trenta hores després de la fecundació, el zigot pateix una sèrie de divisions mitòtiques no equatorials que donen origen a un ràpid increment en el nombre de cèl·lules que el conformen, anomenades blastòmers. En primer lloc, el zigot es divideix en dos blastòmers, després en 4, en 8, i així successivament durant el pas del zigot al llarg de la trompa de Fal·lopi corresponent cap a l'úter. El zigot encara es troba dins de la zona pel·lúcida. Les divisions subsegüents a les 12 cèl·lules donen origen a la mòrula.

## Classificació
La quantitat de vitel i la seva localització permeten classificar els zigots en quatre categories, que coincideixen plenament amb els tipus d'òvuls:
- Isolecítics o oligolecítics. Contenen poc vitel, el qual es presenta en forma de fines granulacions distribuïdes de manera uniforme per tot el citoplasma. Posseeixen aquest tipus d'ous les esponges de mar, els cnidaris, els nemertins, la majoria dels mol·luscs, els equinoderms, els urocordats, els cefalocordats i els mamífers (tant els marsupials com els placentaris, incloent l'ésser humà). En aquest últim cas, es parla de vegades d'ous alecítics, perquè estan pràcticament desproveïts de vitel ja que, gràcies al fet que el desenvolupament embrionari està facilitat per la placenta, manca d'utilitat. La segmentació que part d'ells és sempre total i en general desigual, però uns pocs ous isolecítics donen lloc a una segmentació igual.
- Heterolecítics o mesolecítics. Tenen una quantitat més abundant de vitel que forma granulacions més heterogènies i es distribueix de manera desigual; les granulacions més gruixudes s'acumulen prop del pol vegetatiu i les més petites a prop del pol animal o germinatiu, a prop del nucli. Són ous característics d'anèl·lids, mol·luscs (excepte cefalòpodes), teleostis i amfibis. La seva segmentació és sempre total i desigual.
- Telolecítics. Contenen una gran quantitat de vitel que es reuneix en una massa que relega al citoplasma i al nucli al pol germinatiu, de manera que s'origina una zona ben diferenciada, el disc germinatiu o cicàtrula. Els òvuls són voluminosos i són característics dels cefalòpodes, selacis, rèptils, aus i mamífers prototeris. La seva segmentació és parcial i discoidal.
- Centrolecítics. El vitel és molt abundant i forma una massa central envoltada pel citoplasma, que s'estén per tota la perifèria, on també se situa el nucli. Són típics dels artròpodes. La segmentació que part d'ells és parcial i superficial.

## Fongs
Als fongs, la fusió sexual de les cèl·lules haploides s'anomena cariogàmia. El resultat de la cariogamia és la formació d'una cèl·lula diploide anomenada zigot o zigospore. Aquesta cèl·lula pot introduir meiosi o mitosi depenent del cicle de vida de l'espècie.

## Plantes
En les plantes, el zigot pot ser poliploide si es produeix la fecundació entre gàmetes no produïts de forma meiòtica.
A les plantes terrestres, el zigot es forma dins d'una cambra anomenada arqueoni. En plantes sense llavors, l'arquegoni sol tenir forma de matràs, amb un llarg coll forat pel qual entra l'espermatozoide. A mesura que el zigot es divideix i creix, ho fa a l'interior de l'arquegi.

## Humans
En la fecundació humana, un òvul alliberat (un ovòcit haploide secundari amb còpies de cromosomes replicats) i una cèl·lula espermàtica haploide (gàmet masculí) - es combinen per formar una sola cèl·lula diploide 2n anomenada zigot. Un cop l'espermatozoide únic entra a l'oòcit, completa la divisió de la segona meiosi formant una filla haploide amb només 23 cromosomes, gairebé tot el citoplasma, i l'espermatozoide en el seu propi nucli. L'altre producte de la meiosi és el segon cos polar amb només cromosomes però sense capacitat de replicar-se o sobreviure. A la filla fecundada, l'ADN es replica llavors en els dos pronuclis separats derivats de l'espermatozoide i l'òvul, fent que el nombre del cromosoma del zigot sigui temporalment 4n diploide. Després d'aproximadament 30 hores des del moment de la fecundació, la fusió dels pronucleus i la divisió mitòtica immediata produeixen dues cèl·lules filles diploides de 2n anomenades blastomers.
Entre les etapes de la fecundació i la implantació, l'ésser humà en desenvolupament és un concepte preimplantat. Hi ha certa disputa sobre si aquest concepte ja no s'hauria de denominar a un embrió, sinó que ara s'hauria de referir a un proembrió, que és una terminologia que tradicionalment s'ha utilitzat per referir-se a la vida vegetal. Alguns erudits ètics i jurídics fan l'argument que és incorrecte anomenar el concepte un embrió, perquè posteriorment es diferenciarà tant en teixits intraembriònics com extraembrònics, i fins i tot es pot dividir per produir diversos embrions (bessons idèntics). D'altres han assenyalat que els anomenats teixits extraembrionaris formen part del cos de l'embrió que ja no s'utilitza després del part (tant com les dents de llet cauen després de la infància). A més, a mesura que l'embrió es divideix per formar bessons idèntics, deixant els teixits originals intactes, es generen nous embrions, en un procés similar al de la clonació d'un humà adult. Als Estats Units, els Instituts Nacionals de Salut han determinat que la classificació tradicional de l'embrió preimplantat encara és correcta.
Després de la fecundació, el concepte viatja per l'oviducte cap a l'úter mentre continua dividint-se mitòticament sense augmentar de mida realment, en un procés anomenat clivatge. Després de quatre divisions, el concepte consta de 16 blastomeres, i es coneix amb el nom de morula. Mitjançant els processos de compactació, divisió cel·lular i blastulació, el concepte pren la forma del blastocist durant el cinquè dia de desenvolupament, de la mateixa manera que s'acosta al lloc d'implantació. Quan el blastocist s'escapa de la zona pelúcida, es pot implantar al revestiment endometrial de l'úter i iniciar l'etapa embrionària de desenvolupament.
El zigot humà ha estat modificat genèticament en experiments dissenyats per curar malalties heretades.

## La reprogramació a totipotencia
La formació d'un zigot totipotent amb el potencial de produir un organisme complet depèn de reprogramació epigenètica. La desmetilació del DNA del genoma patern en el zigot sembla una part important de la reprogramació epigenètica. En el genoma patern del ratolí, la desmetilació de l'ADN, particularment en llocs de citosines metilades, és probable un procés clau per establir totipotència. La desmetilació implica els processos de reparació d'excisió de bases i possiblement d'altres mecanismes basats en la reparació d'ADN.

## En altres espècies
Un zigot de Chlamydomonas conté ADN de cloroplast (cpDNA) dels dos pares; Aquestes cèl·lules són generalment rares, ja que normalment cpDNA s'hereta de forma unívora del pare mt + tipus aparellador. Aquests rars zigots biparentals van permetre mapar els gens del cloroplast mitjançant recombinació.

## En protozous
En l'ameba, la reproducció es produeix per la divisió cel·lular de la cèl·lula mare: primer el nucli de la matriu es divideix en dos i després la membrana cel·lular també s'escindeix, convertint-se en dos "filla" amebes.